# فرودگاه لیوینگ استون
فرودگاه لیوینگ استون (به انگلیسی: Livingstone Airport) یک فرودگاه نظامی و همگانی با کد یاتا LVI است که یک باند فرود آسفالت دارد و طول باند آن ۲۲۵۶ متر است. این فرودگاه در کشور زامبیا قرار دارد و در ارتفاع ۹۹۱ متری از سطح دریا واقع شده است.